# Championnat de Bolivie féminin de football
Le Championnat de Bolivie de football féminin est une compétition de football féminin organisée par la Fédération bolivienne de football, opposant les 8 meilleures équipes de Bolivie. Le champion se qualifie pour la Copa Libertadores féminine.

## Palmarès
| Saison                   | Champion                 |
| Coupe Simon Bolivar      | Coupe Simon Bolivar      |
| ------------------------ | ------------------------ |
| 2005                     | EnForma Santa Cruz       |
| 2006                     | EnForma Santa Cruz       |
| 2007                     | EnForma Santa Cruz       |
| 2008                     | EnForma Santa Cruz       |
| 2009                     | EnForma Santa Cruz       |
| 2010                     | Club Deportivo Florida   |
| 2011                     | Gerimex                  |
| 2012                     | Universidad Santa Cruz   |
| 2013                     | Mundo Futuro             |
| 2014                     | Mundo Futuro             |
| 2015                     | San Martín de Porres     |
| 2016                     | San Martín de Porres     |
| 2017                     | Deportivo ITA Santa Cruz |
| 2018                     | Deportivo ITA Santa Cruz |
| 2019                     | Mundo Futuro             |
| 2020                     | Deportivo Tropico        |
| 2021                     | Real Tomayapo            |
| 2022                     | Always Ready             |
| 2023                     | Always Ready             |
| Liga Femenina de Bolivia |                          |
| 2024                     | Always Ready             |

|    | Club                     | Victoires                                    |
| -- | ------------------------ | -------------------------------------------- |
| 1. | Deportivo ITA Santa Cruz | 7 (2005, 2006, 2007, 2008, 2009, 2017, 2018) |
| 2. | Mundo Futuro             | 3 (2013, 2014, 2019)                         |
| 2. | Always Ready             | 3 (2022, 2023, 2024)                         |
| 4. | San Martín de Porres     | 2 (2015, 2016)                               |
| 5. | Club Deportivo Florida   | 1 (2010)                                     |
| 5. | Gerimex                  | 1 (2011)                                     |
| 5. | Universidad Santa Cruz   | 1 (2012)                                     |
| 5. | Deportivo Tropico        | 1 (2020)                                     |
| 5. | Real Tomayapo            | 1 (2021)                                     |